# Aeropuerto Internacional de Gander
El Aeropuerto Internacional de Gander (del inglés: Gander International Airport) (IATA: YQX, OACI: CYQX) está ubicado en Gander, Terranova y Labrador, Canadá y en la actualidad es operado por la Gander Airport Authority. La Real Fuerza Aérea Canadiense también utiliza las pistas de aterrizaje pero son una entidad aparte. A veces se hace referencia al aeropuerto como el "Cruce de caminos del mundo", y Transport Canada lo clasifica como aeropuerto internacional.

## Historia

### Primeros años y protagonismo
La construcción del aeropuerto comenzó en 1936 y fue inaugurado en 1938, con su primer aterrizaje el 11 de enero de ese año, por el Capitán Douglas Fraser volando un Fox Moth de Imperial Airways. En pocos años tenía cuatro pistas y era el aeropuerto más grande del mundo. Su nombre oficial hasta 1949 fue "Aeropuerto de Terranova".
En 1940, el Dominio de Terranova asignó la operación del Aeropuerto de Terranova a la Real Fuerza Aérea Canadiense (RCAF) y pasó a llamarse "Estación Gander de la RCAF" en 1941. El aeródromo fue muy utilizado por el Comando de Ferry de la RAF y el Comando de Transporte Aéreo. para el transporte de aviones de nueva construcción a través del Océano Atlántico hasta el Teatro Europeo, así como para organizar patrullas antisubmarinas operativas dedicadas a la caza de submarinos en el Atlántico noroeste. Miles de aviones volados por el Cuerpo Aéreo del Ejército de los Estados Unidos a través del cambio a las Fuerzas Aéreas del Ejército de los Estados Unidos y por la RCAF con destino al Teatro Europeo viajaron a través de Gander.
La Royal Canadian Navy (RCN) también estableció la estación de radio naval Gander en el aeródromo, utilizando la estación como puesto de escucha para detectar las transmisiones y la ubicación de los submarinos y buques de guerra enemigos.
Después de la guerra, la RCAF devolvió la operación del aeródromo al gobierno del dominio en marzo de 1946, aunque la estación de radio del RCN permaneció y el papel militar de toda la instalación se mejoró durante la Guerra Fría. El gobierno federal canadiense cambió el nombre a "Aeropuerto de Gander" después de que Terranova se uniera a Canadá en 1949. Abrió la terminal de pasajeros actual en 1959.

### Parada de repostaje transatlántico
El 16 de septiembre de 1945, el primer vuelo transatlántico de prueba, un Pan Am DC-4, partió de Gander hacia Shannon en el oeste de Irlanda. El 24 de octubre de 1945, el primer vuelo comercial programado, un DC-4 de American Overseas Airlines, pasó por Gander.
Tras la entrada de Terranova en la Confederación, el gobierno cambió el nombre del aeropuerto a "Aeropuerto Internacional de Gander" y quedó bajo la administración del Departamento de Transporte federal de Canadá. Se realizaron numerosas mejoras en las pistas y terminales.
Gander está cerca de la ruta del gran círculo entre el este de América del Norte y Europa. Comenzando en la década de 1940, fue una parada de reabastecimiento de combustible para vuelos transatlánticos y continuó en este papel hasta principios de la década de 1960 y, en algunos casos, hasta la década de 1990. Los transportistas en Gander durante esta era incluyeron:
- Aeroflot operó vuelos de fuselaje ancho Ilyushin Il-86 durante la década de 1980 y principios de la de 1990 entre Moscú y destinos de largo alcance como Nueva York y La Habana. Debido al alcance limitado del IL-86 de aproximadamente 2000 millas (3200 km), los vuelos harían paradas de reabastecimiento de combustible tanto en Shannon como en Gander en ruta hacia el destino final. Los Boeing 747-200 de la misma época tenían rangos típicos de 5000 a 6000 millas (8000 a 9700 km) y eran mucho más buscados por las aerolíneas internacionales. El IL-86 fue utilizado casi exclusivamente por Aeroflot y las aerolíneas postsoviéticas sucesoras.

- Air France realizó varios servicios a través de Gander conectando París y Shannon con Montreal, Boston y Nueva York en la década de 1950.

- American Overseas Airlines usó Gander como escala para los vuelos de Lockheed Constellation entre Nueva York y Londres desde 1947.

- British Overseas Airways Corporation operó Constellations en las rutas Londres-Shannon-Gander-Nueva York, Londres-Glasgow-Gander-Nueva York y Londres-Glasgow-Gander-Montreal desde 1947. En 1960, la parada de Gander solo se usaba como alternativa a la parada de Glasgow o Shannon para el servicio de Bristol Britannia a Montreal y Toronto.

- Los vuelos de Interflug entre Alemania Oriental y Cuba se detenían para repostar en Gander, hasta que la aerolínea comenzó a utilizar Airbus A310 en 1989.

- KLM usó Gander como escala en el servicio Ámsterdam-Glasgow-Gander-Nueva York desde 1946.

- Pan American World Airways usó Gander como escala para el servicio transatlántico Douglas DC-4 entre Nueva York-Idlewild y Shannon (continuando a Londres y Lisboa) a partir de 1946. Gander permaneció en uso en 1960 como una parada para los servicios Douglas DC-7 entre Nueva York y Escandinavia, aunque otros vuelos transatlánticos pasaron por alto a Gander en ese momento.

- Sabena operó el servicio Bruselas-Shannon-Gander-Nueva York desde 1949 utilizando Douglas DC-6.

- Scandinavian Airlines operó el servicio Estocolmo-Oslo/Copenhague-Prestwick-Gander-Nueva York desde 1946.

- Trans-Canada Air Lines usó Gander como escala para el servicio transatlántico a Londres desde 1946 y también operó el servicio local desde Gander a St. John's y Sídney.

- Trans World Airlines operó los servicios Boston-Gander-Shannon y Boston-Gander-Azores-Lisboa desde 1947 utilizando Constellations, con servicio hacia destinos en Europa, Medio Oriente e India.

### Autoridad del Aeropuerto Internacional de Gander
La Autoridad del Aeropuerto Internacional de Gander (GIAA; francés: Autorité aéroportuaire de Gander) fue formada en 1996 por el Gobierno de Canadá, que estaba cediendo su control directo de los aeropuertos de todo el país a agencias operativas similares. Anteriormente, Gander fue operado por el Gobierno de Terranova de 1938 a 1942 y de 1945 a 1949 antes de transferirse al Gobierno de Canadá cuando Terranova se convirtió en provincia. Su misión es operar el aeropuerto de manera autosuficiente. Recibe sus ingresos de las tarifas de aterrizaje de las aerolíneas, las tarifas de salida de los pasajeros, los ingresos por estacionamiento y el alquiler de instalaciones. Los ingresos se utilizan para gastos operativos y de capital.

### Operación Cinta Amarilla (septiembre de 2001)
El 11 de septiembre de 2001, con el espacio aéreo de los Estados Unidos cerrado debido a los ataques terroristas, Gander International acogió a 38 aviones, con un total de 6,122 pasajeros y 473 tripulantes, como parte de la Operación Cinta Amarilla. Gander International recibió más vuelos que cualquier otro aeropuerto canadiense involucrado en la operación aparte de Halifax. Los 6.595 pasajeros y tripulantes representaron el tercer total más alto de pasajeros que aterrizaron en un aeropuerto canadiense involucrado en la operación, detrás de Vancouver y Halifax.
Una razón importante por la que Gander recibió tanto tráfico fue su capacidad para manejar aviones grandes y porque Transport Canada y Nav Canada instruyeron a los pilotos que venían de Europa para evitar los principales aeropuertos en el centro de Canadá, como Toronto-Pearson y Montreal-Dorval. La recepción que recibieron estos viajeros en las comunidades centrales de Terranova cerca del aeropuerto ha sido una de las historias felices más ampliamente difundidas en torno a ese día.
Para honrar a la gente de Gander y Halifax por su apoyo durante la operación, Lufthansa nombró a un nuevo Airbus A340-300 "Gander/Halifax" el 16 de mayo de 2002. Ese avión figura con el registro D-AIFC, y fue el primer avión de esa flota con nombre de ciudad fuera de Alemania.
El aeropuerto fue el sitio del servicio conmemorativo de Canadá para conmemorar el primer aniversario del ataque, presidido por el primer ministro Jean Chrétien, el ministro de Transporte David Collenette, el embajador de Estados Unidos en Canadá Paul Cellucci y funcionarios provinciales y locales. A la ceremonia también asistieron 2,500 de las 6,600 personas que se desviaron allí el año anterior.
El espectáculo musical Come from Away y su adaptación cinematográfica se basan en las experiencias de los residentes de Gander en la provincia de Terranova y Labrador y los afectados por los aterrizajes forzosos.

## Futuro
Los funcionarios del Aeropuerto Internacional de Gander han declarado que el futuro del aeropuerto es sombrío a menos que el gobierno federal proporcione fondos para cubrir los costos. Más del 50% de todas las aeronaves que operan desde el aeródromo son militares y no pagan derechos de aterrizaje.Sin embargo, el tráfico doméstico de pasajeros aumentó en más del siete por ciento en 2006, mientras que los vuelos de carga semanales desde Islandia muestran cierta promesa de expansión.
El edificio de la terminal, construido en la década de 1950 y conocido por su diseño modernista y arquitectura patrimonial, aún incluye muchos de sus muebles y accesorios originales. En abril de 2014, la Autoridad del Aeropuerto de Gander hizo planes para abandonar el edificio de la terminal existente debido a los altos costos operativos y reemplazarlo con una nueva terminal de una cuarta parte del tamaño. En 2017, el aeropuerto anunció que, en cambio, se renovaría y reduciría el tamaño de la terminal existente, a un costo de $26.4 millones.
La GIAA solo opera el aeropuerto civil y no supervisa el cercano helipuerto de Gander (centro de salud regional James Paton Memorial) ni CFB Gander.

## Aerolíneas y destinos

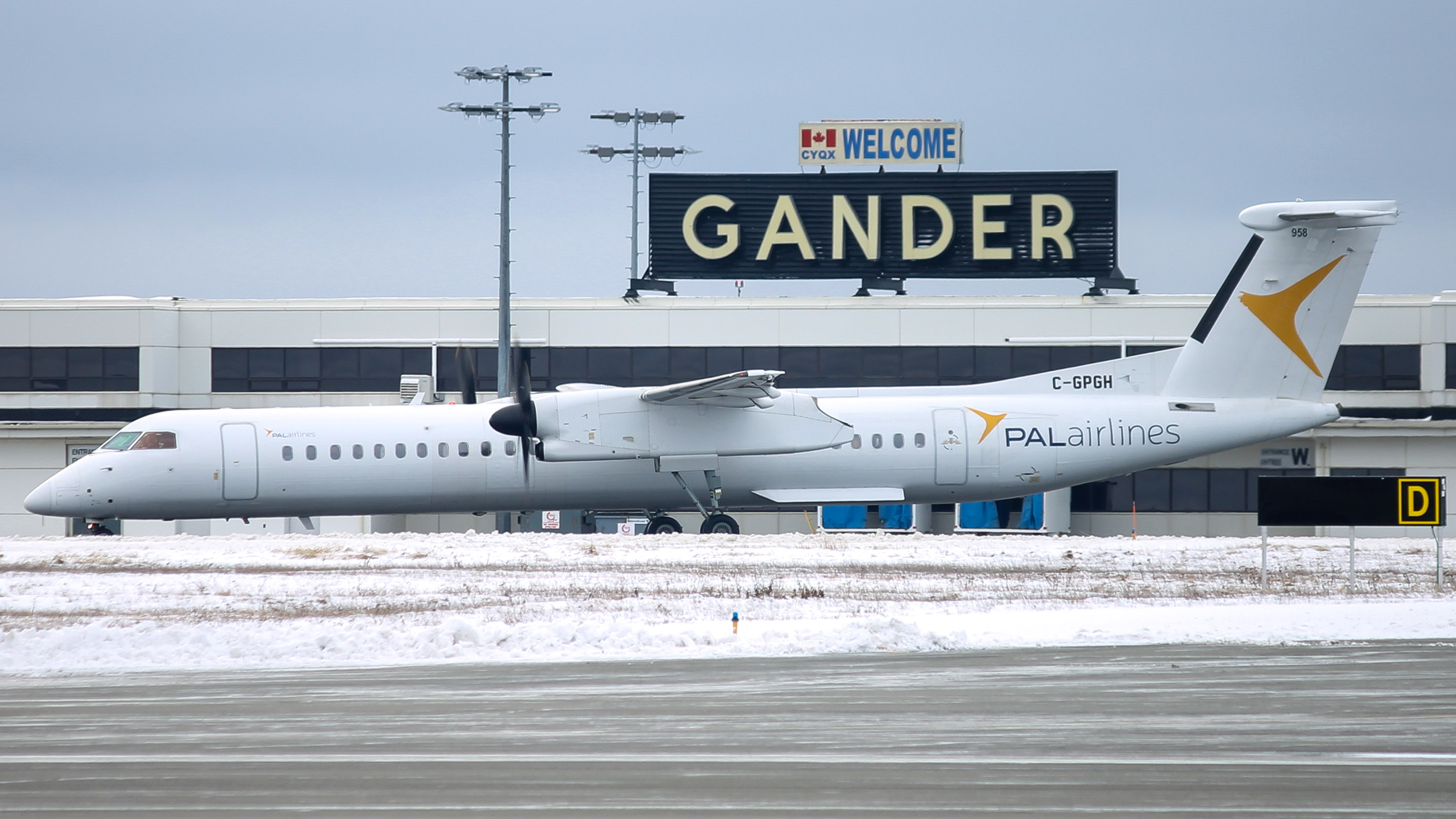
Dash 8 de PAL Airlines en rodaje para despegue.

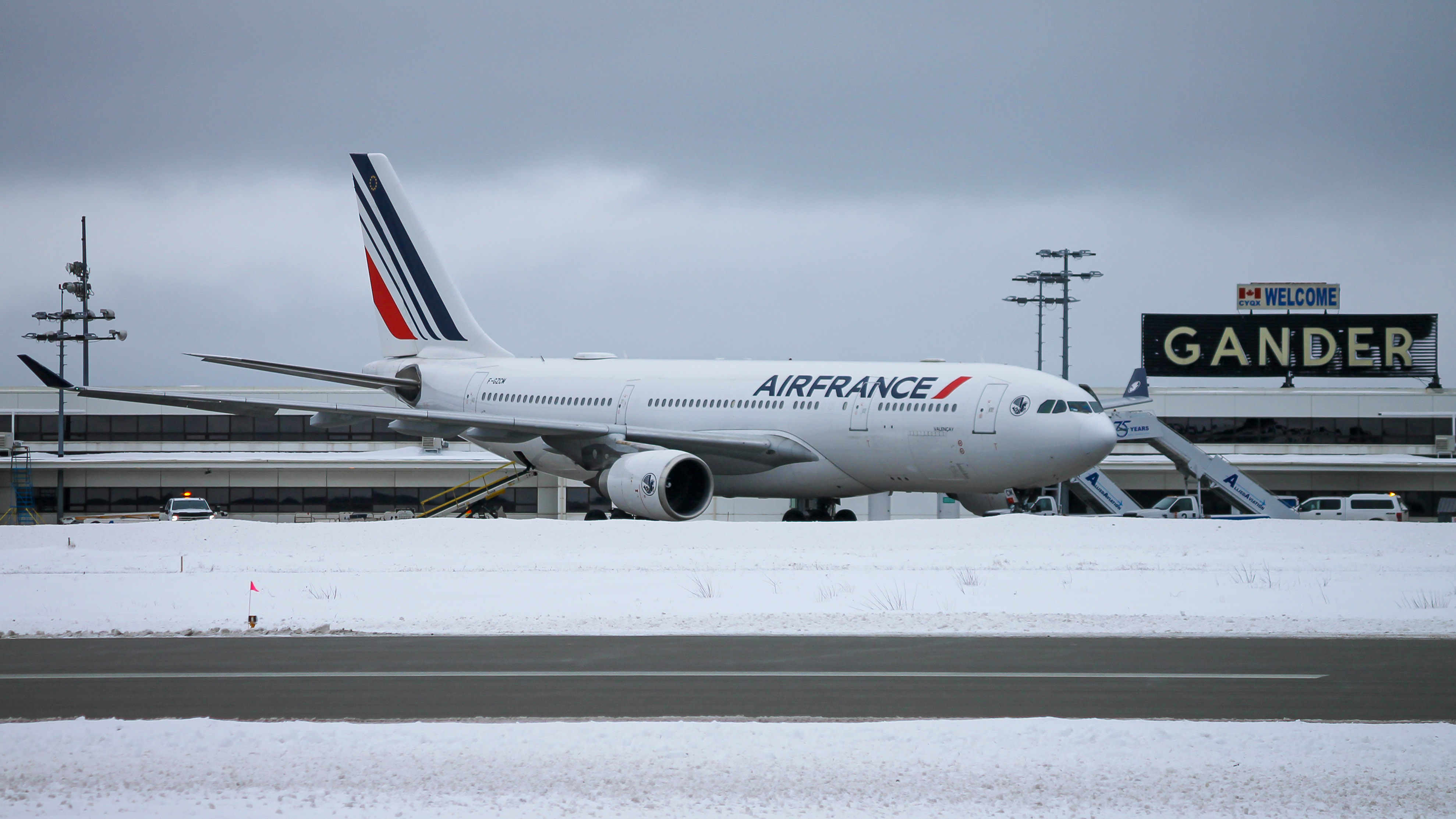
Un Airbus A330 de Air France estacionado en Gander después de una desviación mecánica.

### Pasajeros
| Aerolíneas         | Destinos                                                  |
| ------------------ | --------------------------------------------------------- |
| Air Canada Express | Halifax Estacional: Montreal–Trudeau, Toronto–Pearson     |
| PAL Airlines       | Churchill Falls, Goose Bay, San Juan de Terranova, Wabush |

### Destinos nacionales
Se brinda servicio a 7 ciudades dentro del país a cargo de 2 aerolíneas.
| Churchill Falls (ZUM)       | • |   |   | 1 |
| Goose Bay (YYR)             | • |   |   | 1 |
| Halifax (YHZ)               |   | • |   | 1 |
| Montreal (YUL)              |   | • |   | 1 |
| Toronto (YYZ)               |   | • |   | 1 |
| San Juan de Terranova (YYT) | • |   |   | 1 |
| Wabush (YWK)                | • |   |   | 1 |
| Total                       | 4 | 3 | 0 | 7 |